# Пославський Борис Дмитрович
Борис Дмитрович Пославський (1897—1951) — радянський актор. Заслужений артист РРФСР (1935).

## З життєпису
Борис Дмитрович Пославський народився 23 липня 1897 року.
Вступив в Петроградський політехнічний інститут, будучи студентом вузу вступив на курси Робітничо-селянського театру при Наркомосі.
У 1919—1924 був актором Робітничо-селянського театру при Наркомосі і грав в театрі М. М. Фореггер. Кінематографічну діяльність розпочав в кіномайстерні С. Й. Юткевича. Після війни займався дубляжём, грав у Театрі-студії кіноактора.
Видатний актор довоєнного кіно, легенда «Ленфільму».
Коли в 1935 році випускали збірник автобіографій десяти кращих кіноакторів Радянського Союзу, Пославський відмовився писати про себе.
Помер 18 липня 1951 року. Похований в Москві на Ваганьковському кладовищі.

## Вибрана фільмографія
- 1925 — «Даєш радіо!»
- 1931 — «Золоті гори»
- 1932 — «Зустрічний»
- 1935 — «Подруги»
- 1937 — «Шахтарі»
- 1938 — «Вороги»
- 1940 — «Приятелі»
- 1944 — «Зоя»
- 1945 — «Це було в Донбасі»